# Ophidion asiro
Ophidion asiro är en fiskart som först beskrevs av Jordan och Fowler 1902.  Ophidion asiro ingår i släktet Ophidion och familjen Ophidiidae. Inga underarter finns listade i Catalogue of Life.